# Lladró
Lladró — испанская компания по производству фарфоровых статуэток и изделий, располагается в городе Табернес-Бланкес, провинция Валенсия, Испания.

## История

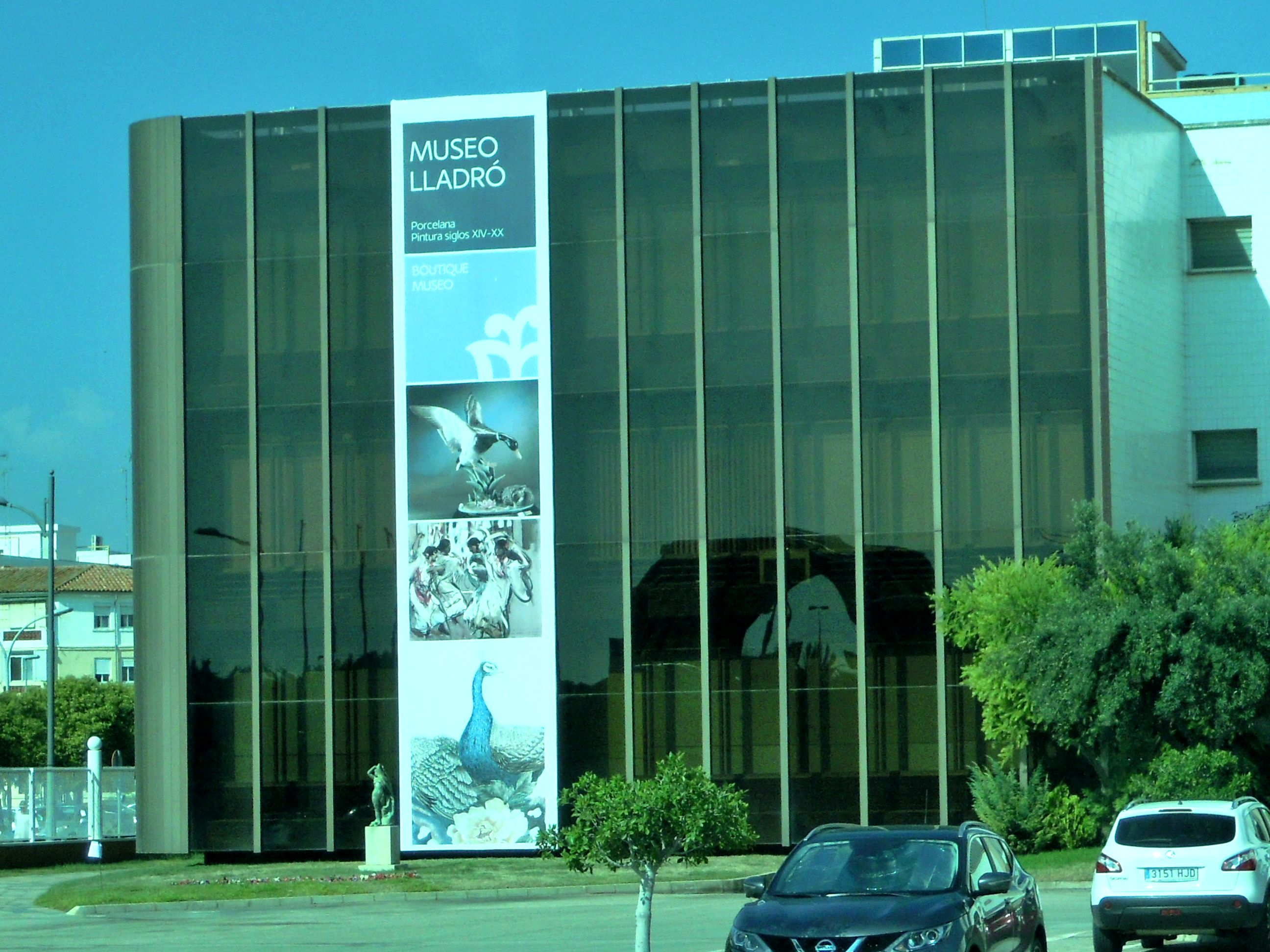
Музей и фабрика Lladró в Табернес-Бланкес

Марка Lladró впервые появилась в 1953 году, когда братья Хуан, Хосе (исп.) и Висенте Я'дро начали изготавливать керамические и стеклянные изделия (горшки и вазы) в глиняной дровяной (мавританской, исп.) печи, построенной в их семейном доме в Альмасере (провинция Валенсия). В то время братья Я'дро работали на заводе по производству керамических изразцов азулежу и посуды. С 1956 года начали производить статуэтки. Производство несколько раз расширяли, а 1958 году перенесли на промышленный склад в городе Табернес-Бланкес, чтобы удовлетворить растущий спрос на свои изделия. Впоследствии, с 1960-х годов, компания начала международную экспансию, которая привела к тому, что она стала известной компанией в области предметов роскоши из керамики. В 1965 году Lladró экспортировала часть своей продукции в Канаду и начала поставлять её в США. В 1969 году компания в присутствии министра промышленности Испании (исп.) открыла новый производственный комплекс «Город фарфора». В 1970-х годах объём продукции Lladró на рынке Северной Америки значительно увеличился. В 1973 году Lladró купила 50 % американской компании Weil Ceramics & Glass. Также в середине 1970-х Lladró начала продавать свою продукцию в Японии, а в 1986 году совместно с японской компанией Mitsui Group открыла подразделение Bussan Lladró в Токио.
Международный успех привёл компанию к открытию в 1988 году музея и галереи Lladró в Нью-Йорке. Известность, которую приобрели скульптуры Lladró, привела к тому, что в 1991 году некоторые из них были выставлены в Эрмитаже в Санкт-Петербурге. С тех пор два произведения стали частью постоянной коллекции этого музея: «Carroza siglo XVIII» и «Дон Кихот». В 1992 году Lladró присутствовал в павильоне Валенсии на Всемирной выставке в Севилье. В 1995 году в Мадриде был открыт Lladró Center.
В 2003 году семья Я'дро решила разделить компанию. Три ветви семьи достигли соглашения о разделе компанию на 33 % каждому. Таким образом, в конце 2003 года был создан новый совет директоров, в котором каждого из трех братьев-основателей представляли двое их детей: Хуана Я'дро представляли Роза и Анхелес Я'дро Сала; Хосе Я'дро — Кармен и Хосе Я'дро Кастелло; Висенте Я'дро — Хуан Висенте и Давид Я'дро Роига. В 2007 году Хуан Я'дро стал владельцем большей части бизнеса вместе со своими дочерьми Розой и Анхелес.

## Процесс изготовления фигурок
Все изделия производятся из твёрдого фарфора (англ.) в мастерских La Ciudad de la Porcelana (с исп. — «Город фарфора») в Табернес-Бланкес.
Исходный кусок разделяется на фрагменты, из которых получают слепки. Эти формы заполняются жидкой фарфоровой пастой, в результате чего получаются детали, которые позже воссоздаются с использованием фарфоровой пасты в качестве связующего вещества. Затем вручную добавляются различные декоративные элементы, такие как цветы, на перекомпонованное изделие. Затем детали раскрашиваются вручную и покрываются лаком. Наконец, они выпекаются около двадцати часов, и как только они выходят из печи, то проходят процесс контроля качества.

## Признание
Компания трижды получила Премию принца Фелипе за выдающиеся достижения в бизнесе: в 1993, 1997 и 2002 годах.